# Alexis Jordan (Sängerin)

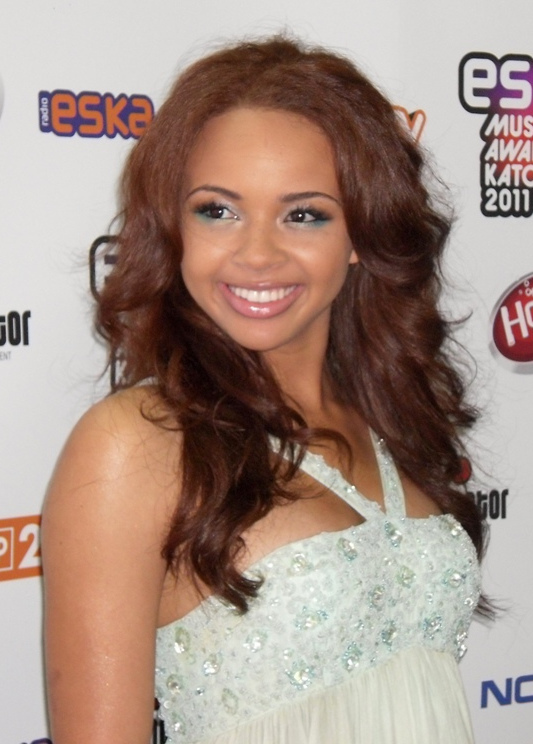
Alexis Jordan im Mai 2011 bei den Eska Music Ewards 2011 (Kattowitz)

Alexis Jordan (* 7. April 1992 in Columbia, South Carolina) ist eine US-amerikanische Sängerin und Schauspielerin.

## Leben und Karriere
Einem breiten Publikum wurde Jordan bekannt durch ihre Teilnahme an der ersten Staffel der Castingshow America’s Got Talent. Bei dem Talentwettbewerb, der 2006 im Programm von NBC ausgestrahlt wurde, erreichte sie das Halbfinale. Nach dem Umzug ihrer Familie nach Atlanta forcierte sie ihre musikalische Karriere. Nach hohen Zugriffszahlen auf ihre Videos auf der Internetplattform YouTube wurde Jordan 2008 von dem Rapper und Musikproduzenten Jay-Z unter Vertrag genommen.
2010 erschien unter dem Titel Happiness ihre erste Single. Sie basiert auf dem Song Brazil (2nd Edit) des kanadischen DJs Deadmau5. Die Aufnahme erreichte im Juni 2010 Platz 1 der US-amerikanischen Hot Dance Airplay Charts und im Juli 2010 Platz 1 der Hot Dance Club Songs Charts. In Australien wurde der Titel bereits 2010 mit 3fach-Platin ausgezeichnet. Im November 2010 erreichte sie damit die britischen und die irischen Charts. Außerdem wurde das Lied zum WM-Song der Frauen-Fußball-WM 2011 gewählt. 
Am 15. Januar 2013 wurde die Single Acid Rain veröffentlicht. Acid Rain wurde von Sia Furler geschrieben und von Stargate produziert, außerdem sampelt es Teile des Liedes Get Up (Rattle) der Bingo Players.
Alexis Jordan hat eine Schwester namens Taylor Jordan, die auch im Musikvideo zu Good Girl mitspielte.

## Diskografie

### Studioalben
| Jahr | Titel         | Höchstplatzierung, Gesamtwochen, AuszeichnungChartplatzierungen (Jahr, Titel, Platzierungen, Wochen, Auszeichnungen, Anmerkungen) | Höchstplatzierung, Gesamtwochen, AuszeichnungChartplatzierungen (Jahr, Titel, Platzierungen, Wochen, Auszeichnungen, Anmerkungen) | Anmerkungen                            |
| Jahr | Titel         | CH | UK | Anmerkungen                            |
| ---- | ------------- | --- | --- | -------------------------------------- |
| 2011 | Alexis Jordan | CH96 (1 Wo.)CH | UK9 Gold · (12 Wo.)UK | Erstveröffentlichung: 25. Februar 2011 |

### Singles
| Jahr | Titel Album                    | Höchstplatzierung, Gesamtwochen, AuszeichnungChartplatzierungen (Jahr, Titel, Album, Platzierungen, Wochen, Auszeichnungen, Anmerkungen) | Höchstplatzierung, Gesamtwochen, AuszeichnungChartplatzierungen (Jahr, Titel, Album, Platzierungen, Wochen, Auszeichnungen, Anmerkungen) | Höchstplatzierung, Gesamtwochen, AuszeichnungChartplatzierungen (Jahr, Titel, Album, Platzierungen, Wochen, Auszeichnungen, Anmerkungen) | Höchstplatzierung, Gesamtwochen, AuszeichnungChartplatzierungen (Jahr, Titel, Album, Platzierungen, Wochen, Auszeichnungen, Anmerkungen) | Höchstplatzierung, Gesamtwochen, AuszeichnungChartplatzierungen (Jahr, Titel, Album, Platzierungen, Wochen, Auszeichnungen, Anmerkungen) | Anmerkungen                                                                            |
| Jahr | Titel Album                    | DE | AT | CH | UK | US | Anmerkungen                                                                            |
| ---- | ------------------------------ | --- | --- | --- | --- | --- | -------------------------------------------------------------------------------------- |
| 2010 | Happiness Alexis Jordan        | DE57 (12 Wo.)DE | — | CH44 (10 Wo.)CH | UK3 Platin · (27 Wo.)UK | — | Erstveröffentlichung: 7. September 2010                                                |
| 2011 | Good Girl Alexis Jordan        | — | — | — | UK6 Silber · (16 Wo.)UK | — | Erstveröffentlichung: 18. Februar 2011                                                 |
| 2011 | Hush Hush Alexis Jordan        | — | — | — | UK66 (6 Wo.)UK | — | Erstveröffentlichung: 10. Juni 2011                                                    |
| 2011 | Got 2 Luv U Tomahawk Technique | DE3 Platin · (36 Wo.)DE | AT7 Gold · (28 Wo.)AT | CH1 ×2Doppelplatin · (33 Wo.)CH | UK11 Gold · (12 Wo.)UK | US84 (6 Wo.)US | Erstveröffentlichung: 19. Juli 2011 Verkäufe: + 997.500; Sean Paul feat. Alexis Jordan |

Weitere Singles
- 2013: Acid Rain (feat. J. Cole)
- 2014: Gone

## Auszeichnungen für Musikverkäufe
| Goldene Schallplatte - Belgien - 2011: für die Single Happiness - Kanada - 2019: für die Single Got 2 Luv U - Spanien - 2012: für die Single Got 2 Luv U | Platin-Schallplatte - Australien - 2011: für die Single Got 2 Luv U - Neuseeland - 2015: für die Single Happiness 3× Platin-Schallplatte - Australien - 2011: für die Single Happiness |

Anmerkung: Auszeichnungen in Ländern aus den Charttabellen bzw. Chartboxen sind in ebendiesen zu finden.
| Land/RegionAuszeichnungen für Musikverkäufe (Land/Region, Auszeichnungen, Verkäufe, Quellen) | Silber     | Gold     | Platin     | Verkäufe  | Quellen                                   |
| -------------------------------------------------------------------------------------------- | ---------- | -------- | ---------- | --------- | ----------------------------------------- |
| Australien (ARIA)                                                                            | —          | —        | 4× Platin4 | 280.000   | aria.com.au                               |
| Belgien (BRMA)                                                                               | —          | Gold1    | —          | 15.000    | ultratop.be                               |
| Deutschland (BVMI)                                                                           | —          | —        | Platin1    | 300.000   | musikindustrie.de                         |
| Frankreich (SNEP)                                                                            | —          | —        | —          | 92.500    | infodisc.fr. Abgerufen am 9. Januar 2024. |
| Kanada (MC)                                                                                  | —          | Gold1    | —          | 40.000    | musiccanada.com                           |
| Neuseeland (RMNZ)                                                                            | —          | —        | Platin1    | 15.000    | radioscope.co.nz                          |
| Österreich (IFPI)                                                                            | —          | Gold1    | —          | 15.000    | ifpi.at                                   |
| Schweiz (IFPI)                                                                               | —          | —        | 2× Platin2 | 60.000    | hitparade.ch                              |
| Spanien (Promusicae)                                                                         | —          | Gold1    | —          | 20.000    | elportaldemusica.es                       |
| Vereinigtes Königreich (BPI)                                                                 | 2× Silber2 | Gold1    | Platin1    | 1.260.000 | bpi.co.uk                                 |
| Insgesamt                                                                                    | 2× Silber2 | 5× Gold5 | 9× Platin9 |           |                                           |